# Johns Hopkins University Press
Johns Hopkins University Press (JHU Press, JHUP) is een Amerikaanse universiteitsuitgeverij, geaffilieerd met de Johns Hopkins-universiteit in Baltimore (Maryland). De uitgeverij werd in 1878 opgericht en is daarmee de oudste nog actieve universiteitsuitgeverij in de Verenigde Staten. De hoofdzetel is in Charles Village, een middenklassebuurt ten zuidoosten van de universiteitscampus in Baltimore.
JHU Press publiceert 65 wetenschappelijke tijdschriften en brengt jaarlijks zo'n 200 boeken uit. JHU Press is een van de grootste academische uitgeverijen in het land. 
Sinds 1993 runt de uitgeverij Project MUSE, een online database van meer dan 550 journals en 20.000 boeken.